# Labinsk
Labinsk (em russo: Лаби́нск) é uma cidade no Krai de Krasnodar, Rússia.  A cidade é localizada no Rio Bolshaya Laba (afluente de Kuban) a 145 quilômetros (90 milhas) a sudeste de Krasnodar e 50 quilômetros (31 milhas) a sudoeste de Armavir. 

## Demografia
A cidade possui uma população de 59.330 habitantes segundo o censo russo de 2020, um decrescimo em relação aos 62.864 listados no censo de 2010. Anteriomente, a municipalidade apresentava crescimento demográfico, tendo em 2010 crescido perante os 61.446 habitantes listados no censo de 2002 e os 57.958 (Censo de 1989) e 53.000 (1972) registrados anteriormente.

## História
A stanitsa de Labinskaya foi fundada no outono de 1841. Recebeu o nome do rio Bolshaya Laba em que se encontra. Sua história está intimamente ligada à história da Guerra do Cáucaso e ao estabelecimento de uma linha de defesa estratégica especial no rio Bolshaya Laba. A stanitsa foi originalmente uma das fortalezas que foram fundadas ao longo da fronteira sul do Império Russo, nas proximidades das montanhas do Cáucaso e foram protegidas pelos cossacos de Don, que acabaram se tornando os primeiros colonos de Labinskaya. Mais tarde, muitos camponeses cossacos, russos e ucranianos, mudaram-se para Labinskaya dos territórios internos da Rússia. Com uma população de mais de 30.000 pessoas, Labinskaya logo se tornou um grande centro comercial entre as stanitsas vizinhas devido à sua localização favorável no vale do rio.
Em 1913, foi construída uma estação ferroviária em Labinskaya que a integrou no sistema ferroviário do Império Russo. De agosto de 1942 a janeiro de 1943, Labinskaya foi ocupada pelos alemães. Os moradores estavam resistindo ao inimigo – o Esquadrão de Caças Labinsk foi estabelecido na stanitsa com Ivan Konstantinov nomeado comandante-em-chefe. Após a guerra, uma das ruas centrais recebeu seu nome. Em 25 de janeiro de 1943, Labinskaya foi libertado da ocupação nazista.
Nos anos do pós-guerra, Labinskaya foi rapidamente reconstruída e renovada. Em 1947, a stanitsa recebeu o status de cidade e foi renomeada para Labinsk.